# UA職
UA職（UAしょく、University Administrator）とは、大学・研究機関などにおいて、高度な専門職として業務に従事する人であり、一般の事務と区別されて使用されることが多い。
特に研究部門におけるURA（University Research Administrator、リサーチ・アドミニストレーター）が有名であるが、その他の専門分野においても運用されている。また、UA職を取りまとめた部署をUAオフィス、UA室などと呼ぶ場合がある。

## 概要
大学・研究機関にはさまざまな職員が勤務している。教授、准教授、講師、助教などの教員の他に、事務職員や技術職員、附属大学病院に勤務する医療従事者、附属学校園に勤務する教諭など、多岐にわたる。
特に事務職員の場合、これまで主任や係長（主査）、副課長（課長補佐、総括主査）、課長、次長、部長、局長などの職位が設けられている点は、一般企業と同様である。ただ、研究や広報、入試などの業務の範囲において、その分野を専門的に携わる専門職としての事務を設ける大学も見られてきた。この特定の分野で活躍する高度な専門職をUA職とされることが多い（実際にUA職の定義は法規則などで定められているものではなく、各大学などの機関の諸規則で決められている）。

## 運用事例

### 岡山大学
UA職の導入が早い大学・研究機関として岡山大学が挙げられる。同大学は2012年に既にURA以外のUA職の運用しており、10年以上の実績があり、わが国におけるUA職の先導的モデルを成す大学のひとつとも言える。
元々、岡山大学はわが国ではじめて「第3の職種」（教員、事務職員以外の職のこと）としてURAを整備した大学である。その運用実績をもって、教育部門のUEA、入試・キャリア部門のUAA、国際部門のUGA、広報・ブランディング部門のUPRなどを整備し、職階としてのキャリアパスも一般、主任、上級として整備されている。なお規則によって大学の事務職員の区分ではなく、「高度専門職」として別区分で運用されている。
人材も博士号取得者を積極的に活用しており博士人材のキャリア形成の場ともなっている。さらに通常のUA職は高度な専門職であるが、大学経営に直接関わる職位までキャリアを重ねられることは、制度として整っていない大学・研究機関が多いが実情であるが、岡山大学ではUA職が副学長や副理事、機構長、本部長などの職位に就き、直接的に大学経営に関わる体制にもなっている。

### 新潟大学
2023年4月に、経営戦略本部にURA等が所属するUA（ユニバーシティ・アドミニストレーション）室を開設し、UA室が中心となり、エキスパート人材の組織化育成・拡充をさらに先の段階へと進めようとしている。UAを現在の10倍規模、事務職員の10％にまで増員することを目指して取組を進めている。これは、内閣府の大学支援フォーラム（PEAKS）が募集する令和5年度「日本型大学成長モデルの具体化及びそれを支える大学経営人材の確保・育成に係る実証事業」（第2期PEAKS実証事業）に採択されており、進められている。